# Kurt Euteneuer
Kurt Euteneuer (* 1922 oder 1923; † 1963) war ein deutscher Turner.
Euteneuer, der im Zweiten Weltkrieg in Kriegsgefangenschaft geriet, gehörte nach seiner Rückkehr aus dieser zunächst dem am 13. Mai 1911 gegründeten TV Neunkirchen an. Von dort wechselte er in gegenseitigem Einvernehmen mit dem TVN zum benachbarten TV Eichen, der zu dieser Zeit eine auf Landesebene herausragende Turnerriege beheimatete. Bei den im finnischen Helsinki ausgerichteten Olympischen Sommerspielen 1952 war er der Ersatzturner der deutschen Olympiamannschaft. Überdies wurde er zur Teilnahme an einem Kunstturn-Länderkampf berufen. Zum Zeitpunkt seines Todes 1963 war er 40 Jahre alt.

## Quelle
- "Startschuss ertönte in der Kneipe", Siegener Zeitung vom 12. Mai 2011